# Anolis juangundlachi
Anolis juangundlachi este o specie de șopârle din genul Anolis, familia Polychrotidae, descrisă de Garrido 1975. A fost clasificată de IUCN ca specie pe cale de dispariție (stare critică). Conform Catalogue of Life specia Anolis juangundlachi nu are subspecii cunoscute.